# Высокий Атлас
Высо́кий Атла́с (араб. الاطلس الكبير‎, Атлас-эль-Кебир, бербер. ⴰⴷⵔⴰⵔ ⵏ ⴷⵔⵏ, Adrar n Dern) — горный хребет в составе гор Атлас, расположен на западе Северной Африки, на территории Марокко. Хребет тянется от побережья Атлантического океана (мыс Гир) до границы с Алжиром на востоке. Длина хребта составляет около 700 км.
Хребет является местом палеонтологических раскопок, в результате которых были найдены окаменелости древних рыб и динозавров.
Высокий Атлас формирует бассейн множества речных систем. Большинство рек, не пересыхающих летом, текут в северном направлении, давая возможность людям селиться вдоль них. Несколько вади и сезонных рек оканчиваются в пустынных районах к югу и востоку от хребта. Река Дадес, приток Драа, и река Тодга прорезают в хребте красивейшие ущелья — Дадес и Тодга.

## Описание хребта

### Западная часть
На западе хребет состоит преимущественно из известняковых плато, которые окружают центральный гранитный массив, в который входит высочайшая вершина хребта и всего Атласа — гора Тубкаль (4165 м). В южном направлении и к Атлантическому океану хребет резко обрывается, переходя в побережье и хребет Антиатлас. На север, в направлении к Марракешу, склоны хребта более пологи. Эта часть хребта самая древняя, была образована в юрский и меловой периоды. Массивы разделены глубокими эрозийными долинами.
В районе горы Тубкаль организован одноимённый национальный парк, созданный в 1942 году.

### Центральная часть
Похожий на колорадские плато и каньоны ландшафт простирается от Азилаля до Варзазата. Горные равнины располагаются на высотах 2500 м, а несколько пиков превышают 4000 м. Самая высокая гора этого района — Игиль-Мгун (4068 м)

### Восточная часть
Восточная часть хребта по высоте гораздо ниже (до 1500 м) и состоит из коротких мергелисто-известняковых горных гряд, разделённых между собой депрессиями. С плато этой части хребта берёт начало река Мулуя. Самая высокая точка — гора Аяши (3747 м). Высота хребта к востоку спадает, и ландшафт приобретает пустынный характер.

## Палеонтология
В отложениях хребта найдены окаменелости мезозойских животных, в том числе кости динозавра-завропода Atlasaurus, обитавшего на территории Марокко в середине юрского периода, в батском веке. В раннеюрских (тоарский ярус) отложениях хребта обнаружены остатки завропода Tazoudasaurus. В 2023 году в слоях байосского века Высокого Атласа найдена окаменелость гибодонтообразной рыбы Strophodus — древнейший образец рода с территории бывшего материка Гондвана на момент обнаружения. Новый вид получил название Strophodus atlasensis, в честь хребта, где обнаружен типовой образец.

## Климат и флора
Хребет является границей климатических регионов, отгораживая побережье с его средиземноморским климатом от температурных воздействий Сахары, которые особенно интенсивны в летний период. Это обуславливает сильный перепад температур вдоль хребта. Верхняя часть гор зимой покрыта снежным покровом, благодаря чему возможны занятия зимними видами спорта. Снег не тает до конца весны, особенно с северной стороны хребта.
Высокий Атлас формирует дождевую тень, поэтому северо-западные наветренные склоны гор, обращённые к океану, имеют гораздо больше осадков, чем юго-восточные. На этих влажных склонах до высоты 1500 м произрастают леса из вечнозелёных жестколистных оливкового и рожкового деревьев, олеандра с примесью сандарака, до 1800 м — из каменного дуба, алеппской сосны, атласского кедра, ягодного тиса, а до 3000 м — заросли можжевельников, выше — остепнённые луга. Более сухие южные и восточные склоны покрыты зарослями берберской «туи» (сандарака) и можжевельника.